# Condado de Winston (Alabama)
El condado de Winston es un condado de Alabama, Estados Unidos. Antes de 1858 era conocido como Condado de Hancock, su actual nombre procede de John A. Winston. Tiene una superficie de 1636 km² y una población de 24 843 habitantes (según el censo de 2000). La sede de condado es Double Springs.

## Geografía
Según la Oficina del Censo de los Estados Unidos el condado tiene un área total de 1636 km², de los cuales 1591 km² son de tierra y 45 km² de agua (2.75%).

### Principales autopistas
- U.S. Highway 278
- State Route 5
- State Route 13
- State Route 33

### Condados adyacentes
- Condado de Lawrence (norte)
- Condado de Cullman (este)
- Condado de Walker (sur)
- Condado de Marion (oeste)
- Condado de Franklin (noroeste)

### Ciudades y pueblos
- Addison
- Arley
- Delmar
- Double Springs
- Haleyville (parcialmente - Parte de Haleyville está en el Condado de Marion)
- Lynn
- Natural Bridge
- Nauvoo (parcialmente - Parte de Nauvoo está en el Condado de Walker)

## Demografía
| Población histórica Año Población ±% 1900 9554 — 1910 12 855 +34.6 % 1920 14 378 +11.8 % 1930 15 596 +8.5 % 1940 18 746 +20.2 % 1950 18 250 −2.6 % 1960 14 858 −18.6 % 1970 16 654 +12.1 % 1980 21 953 +31.8 % 1990 22 053 +0.5 % 2000 24 843 +12.7 % |           |         |
| Población histórica |           |         |
| Año | Población | ±%      |
| 1900 | 9554      | —       |
| 1910 | 12 855    | +34.6 % |
| 1920 | 14 378    | +11.8 % |
| 1930 | 15 596    | +8.5 %  |
| 1940 | 18 746    | +20.2 % |
| 1950 | 18 250    | −2.6 %  |
| 1960 | 14 858    | −18.6 % |
| 1970 | 16 654    | +12.1 % |
| 1980 | 21 953    | +31.8 % |
| 1990 | 22 053    | +0.5 %  |
| 2000 | 24 843    | +12.7 % |